# Электрообогреваемое стекло
Электрообогреваемое стекло — стекло, обогреваемое внедрёнными в него электропроводящими элементами за счёт выделения теплоты на активном сопротивлении проводников с целью предотвращения обледенения или запотевания, а также иногда с целью отопления. Наиболее часто используется в качестве лобовых и передних боковых стёкол транспортных средств.
Токопроводящие элементы стекла могут быть выполнены как в виде прозрачного проводящего покрытия, так и в виде непрозрачных полосковых или проволочных элементов — такие стёкла используются на электровозах ЧС7 и ЧС8 первых выпусков, а также в качестве задних стёкол некоторых легковых автомобилей.